# Mandirola multiflora
Mandirola multiflora là một loài thực vật có hoa trong họ Tai voi. Loài này được (Gardner) Decne. mô tả khoa học đầu tiên năm 1848.

## Hình ảnh

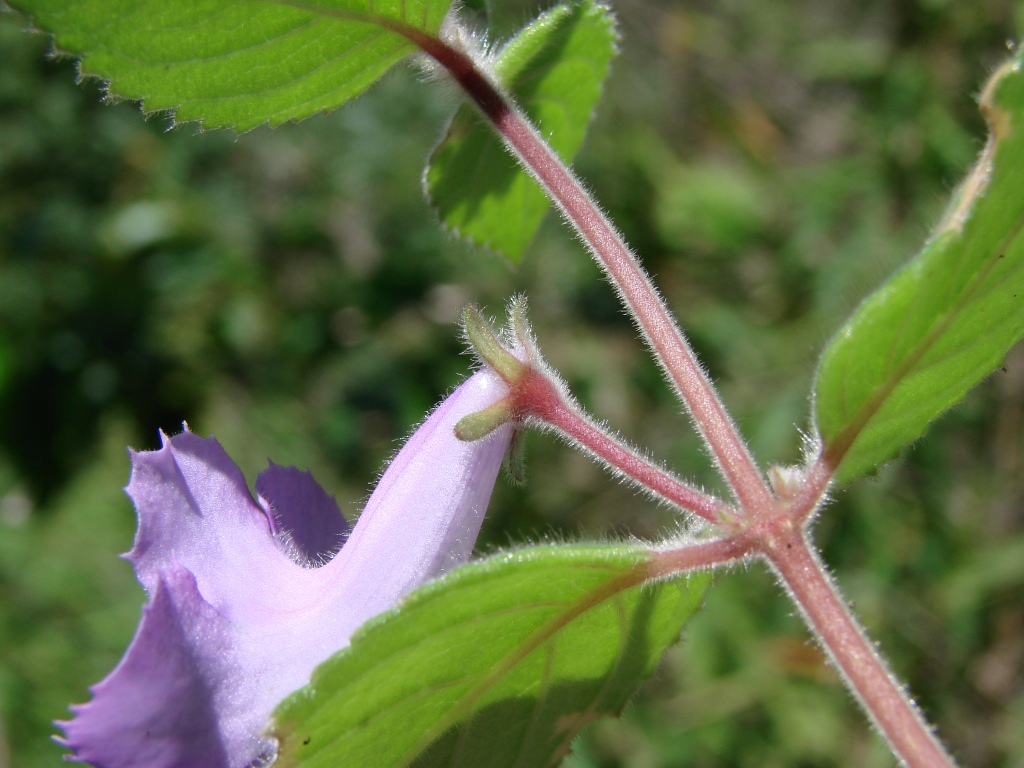
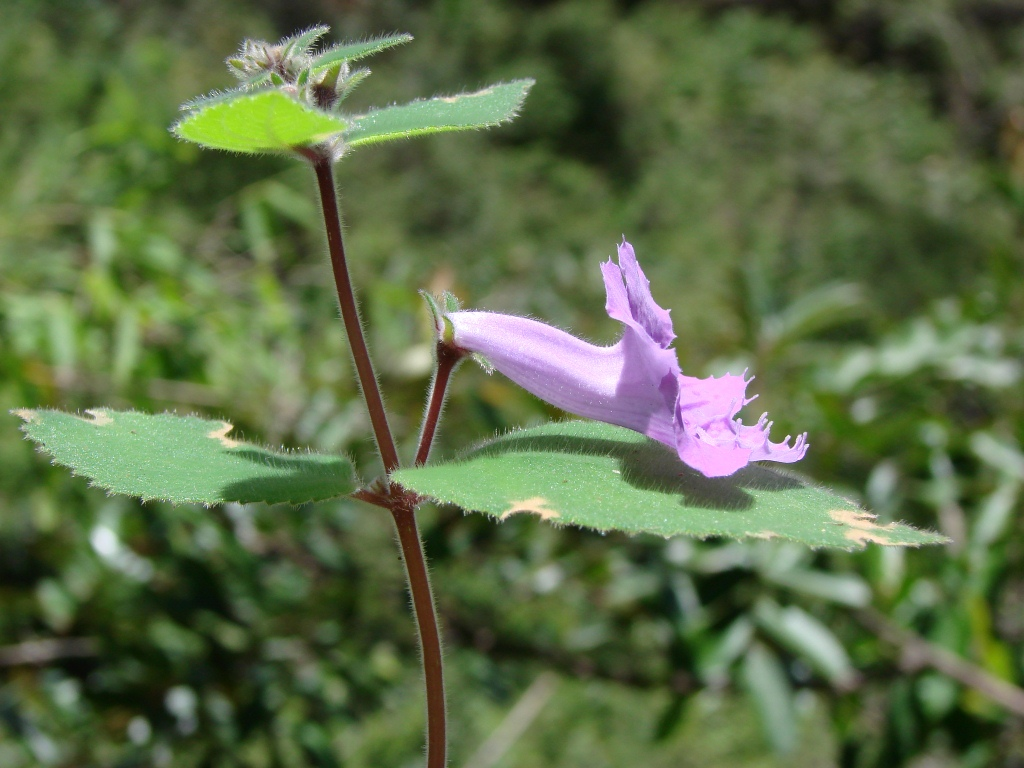
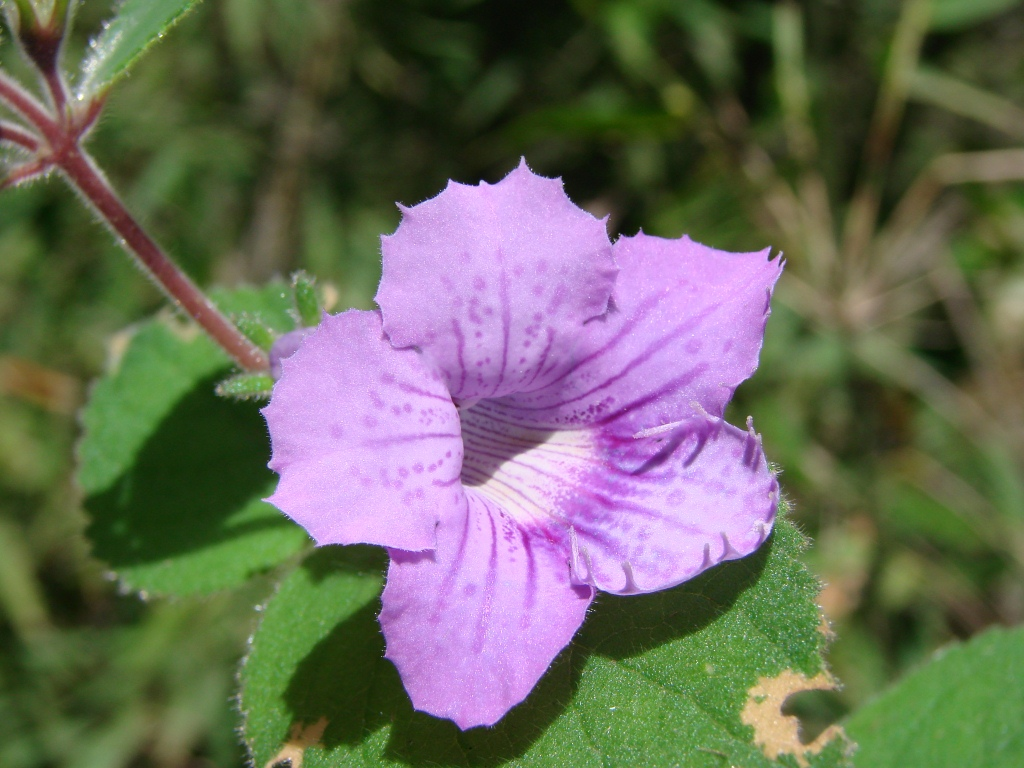
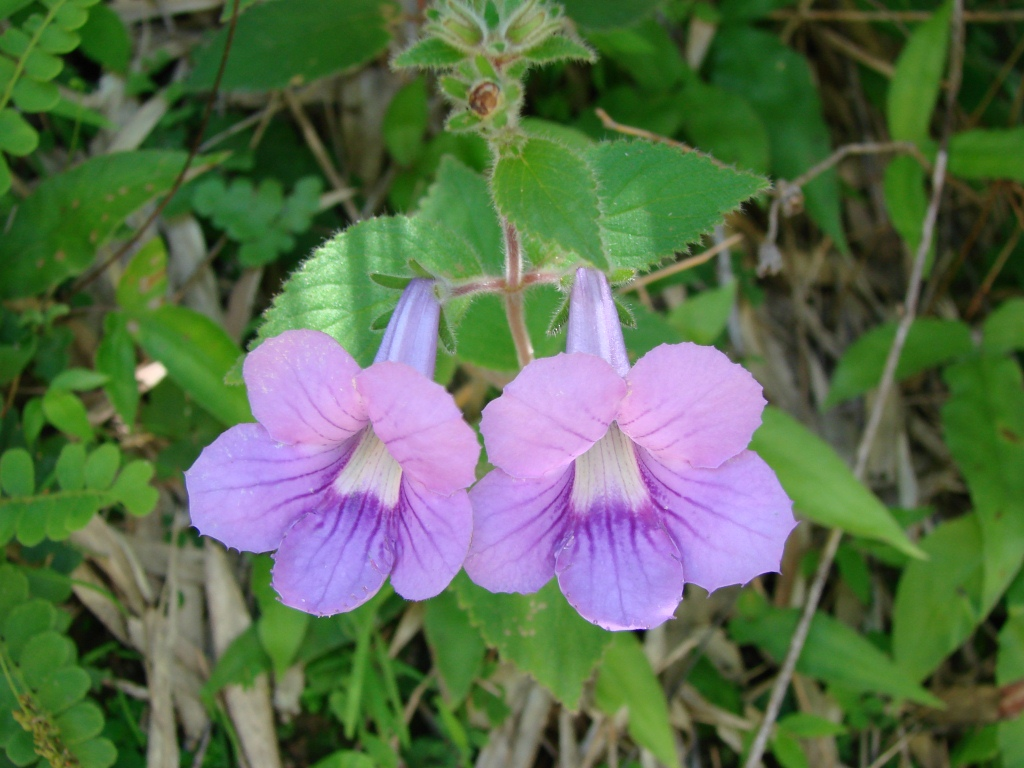